# Катастрофа підводного човна Курськ
Атомний підводний човен К-141 Курськ проекту 949А Антей (клас Оскар II) затонув внаслідок аварії 12 серпня 2000 року в Баренцевому морі. Він брав участь у перших великих російських військово-морських навчаннях за понад 10 років. Усі 118 осіб, які перебували на борту, загинули. Екіпажі кораблів, що знаходились поблизу, відчули перший вибух і набагато потужніший другий вибух, але в російському флоті не зрозуміли, що сталася аварія, і пошуки підводного човна не починались понад шість годин. Аварійно-рятувальний буй підводного човна був навмисно вимкнений під час попередньої місії, і знадобилося більше 16 годин, щоб знайти підводний човен, який лежав на дні моря на глибині 108 м.
Протягом чотирьох днів ВМФ Росії неодноразово зазнавав невдач у спробах прикріпити до аварійного люка підводного човна чотири різних водолазних дзвони та підводні апарати. Рятувальну операцію розкритикували як повільну та невмілу. Офіційні особи вводили в оману та маніпулювали громадськістю та засобами масової інформації, а також відмовлялись від допомоги кораблів інших країн поблизу. Президент Володимир Путін спочатку продовжив свою відпустку на морському курорті в Сочі і дозволив російському флоту прийняти британську та норвезьку допомогу лише через п'ять днів. Через два дні британські та норвезькі водолази нарешті відкрили люк до евакуаційної шахти в затопленому дев'ятому відсіку човна, але не знайшли вцілілих.
Офіційне розслідування дійшло висновку, що коли екіпаж завантажував макет тренувальної торпеді типу 65-76 «Кит», через дефектний зварний шов у її корпусі стався витік перекису високої проби (ПВП) усередину торпедного апарату, що спричинило каталітичний вибух. Виробник торпеди оскаржив цю гіпотезу, наполягаючи на тому, що її конструкція мала б запобігати описаним подіям. Вибух відірвав внутрішні і зовнішні кришки торпедного апарату, розпалив пожежу, зруйнував перегородку між першим і другим відсіками, пошкодив пункт управління в другому відсіку, а також вивів з ладу або вбив екіпажі торпедного відділення і пункту управління. Через дві хвилини п'ятнадцять секунд після першого вибуху вибухнули ще від п'яти до семи торпедних боєголовок. Вони пробили велику діру в корпусі, зруйнували перегородки між першими трьома відсіками та всіма палубами, знищили четвертий відсік і вбили всіх, хто був на той момент ще живий до шостого відсіку. Атомні реактори були безпечно зупинені. Аналітики прийшли до висновку, що 23 моряки сховалися в маленькому дев'ятому відсіку і залишалися живими більше шести годин. Коли почалася нестача кисню, вони спробували замінити хімічний кисневий картридж із супероксиду калію, але він впав у морську воду, покриту мастилом, та вибухнув від контакту. У результаті пожежі загинуло кілька членів екіпажу; спровокований спалах спожив решту кисню, задушивши тих, хто залишився в живих.
У травні 2001 року голландська компанія Mammoet отримала контракт на підйом затонулого човна. Протягом трьох місяців компанія та її субпідрядники спроектували, виготовили, змонтували та ввели в експлуатацію понад 3000 т обладнання на замовлення. Була модифікована і завантажена обладнанням баржа, яка прибула в Баренцеве море в серпні. 3 жовтня 2001 року, приблизно через 15 місяців після аварії, корпус було піднято з морського дна та витягнуто в сухий док. Команда з підйому затонулого човна знайшла всі частини, крім носової, включаючи останки 115 моряків, які пізніше були поховані в Росії. Уряд Росії та ВМФ Росії зазнали різкої критики через інцидент та перебіг рятувальної операції. Резюме 133-томного надсекретного розслідування, яке складалося з чотирьох сторінок, виявило «приголомшливі порушення дисципліни, неякісне, застаріле та погано обслуговуване обладнання», а також «недбалість, некомпетентність і безгосподарність». У розслідуванні було зроблено висновок, що рятувальна операція була невиправдано затримана, а російський флот виявився абсолютно неготовим до реагування на катастрофу.

## Морські навчання

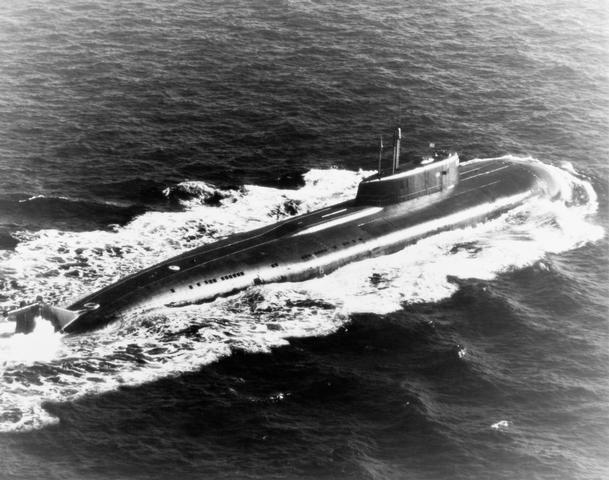
На зображенні підводний човен К-186 «Омськ» класу Oscar-II подібний до «Курська». «Курськ» був підводним човном проекту 949А «Антей» (клас «Оскар II»), вдвічі більшим за реактивний літак 747, і одним з найбільших підводних човнів російського флоту.

Вранці 12 серпня 2000 року «Курськ» перебував у Баренцевому морі, беручи участь у навчаннях «Summer-X», перших великомасштабних військово-морських навчаннях, запланованих ВМФ Росії за понад десять років, а також перших після розпаду Радянського Союзу. В навчаннях брали участь 30 кораблів і три підводні човни.
Незадовго до цього «Курськ» був нагороджений грамотою за відмінні показники і був визнаний кращим екіпажем підводного човна Північного флоту. Хоча це були навчання, «Курськ» мав повний комплект неядерної бойової зброї. Це був один з небагатьох підводних човнів, якому було дозволено постійно нести бойовий вантаж. Озброєння включало 18 протичовнових ракет РПК-6 «Водоспад»/РПК-7 «Вітер» (SS-N-16 «Stallion») і 24 крилаті ракети P-700 «Граніт» (SS-N-19 «Shipwreck»), які були розроблені для ураження найкращих систем морської протиповітряної оборони.
Курськ мав майже міфічний статус. Вважалося, що він був непотоплюваним і, як стверджували, міг витримати пряме попадання торпеди. Зовнішній корпус був побудований з використанням 8 мм сталевої пластини, покритої шаром гуми до 80 мм, що мінімізувало здатність інших підводних човнів або надводних суден виявити Курськ. Внутрішній корпус був виготовлений з високоякісної 50 мм сталевої пластини. Два корпуси були розділені проміжком від 1 до 2 м. Внутрішній корпус був розділений на дев'ять водонепроникних відсіків. Довжина човна становила 155 м, приблизно як два реактивні літаки.
О 08:51 за місцевим часом «Курськ» запитав дозвіл на проведення навчального торпедного пуску і отримав відповідь «Добре» (рос. Добро). Після значної затримки субмарина була налаштована для запуску двох макетів торпеди по лінійному крейсеру класу «Кіров» «Петро Великий». Об 11:29 за місцевим часом екіпаж торпедного відсіку зарядив першу тренувальну торпеду типу 65-76 «Кит» (рос. толстушка, або «товста дівчина» через її розмір) без боєголовки в торпедний апарат номер 4 «Курська» по правому борту. Довжина торпеди складала 10,7 м, вага - 5 т (4,9 довгих тонн або 5,5 коротких тонн).

### Виявлення початкової сейсмічної події

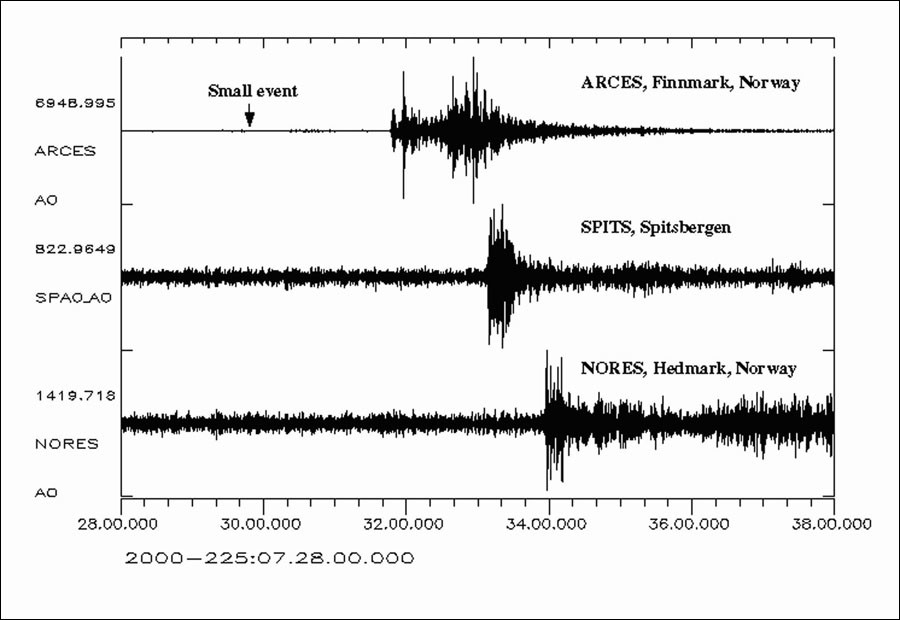
Сейсмічні показання норвезького сейсмічного масиву в трьох місцях вибухів на підводному човні «Курськ» 12 серпня 2000 року.

Об 11:29:34 (07:29:34 за Гринвічем) сейсмічні детектори Норвезького сейсмічного масиву (NORSAR) та інші детектори в різних місцях по всьому світу зафіксували сейсмічну подію магнітудою 1,5 бали за шкалою Ріхтера. Місцезнаходження було зафіксовано за координатами 69°38′ пн. ш. 37°19′ сх. д. / 69.633° пн. ш. 37.317° сх. д. на північний схід від Мурманська, приблизно за 250 км від Норвегії та за 80 км від Кольського півострову.

### Друга сейсмічна подія
Об 11:31:48, через 2 хвилини 14 секунд після першої події, сейсмографи по всій Північній Європі зареєстрували другу сейсмічну подію силою 4,2 бали за шкалою Ріхтера, що в 250 разів перевищує першу і яка була зареєстрована аж на Алясці. Другий вибух був еквівалентний 2-3 тоннам тротилу.
Сейсмічні дані показали, що вибух стався на глибині морського дна. Координати сейсмічної події, 69°36.99′ пн. ш. 37°34.50′ сх. д. / 69.61650° пн. ш. 37.57500° сх. д., отримані за допомогою тріангуляції, показали, що човен перемістився приблизно на 400 м від місця початкового вибуху. Цього часу вистачило, щоб підводний човен занурився на глибину 108 м і недовго залишився на дні моря.

## Рятувальна операція
Екіпаж підводного човна «Карелія» зафіксував вибух, але капітан припустив, що це була частина навчань. На борту «Петра Великого», цілі навчального пуску, екіпаж виявив гідроакустичний сигнал, характерний для підводного вибуху, і відчув здригання корпусу. Вони повідомили про це явище в штаб флоту, але їхнє повідомлення було проігноровано.
За розкладом виконання тренувальних торпедних стрільб Курськом закінчилось о 13:30 без будь-якого зв'язку з підводним човном. Звиклий до частих поламок засобів зв'язку, командувач флотом адмірал В'ячеслав Олексійович Попов, який перебував на борту «Петра Великого», спочатку не був стривожений:36. Корабель відправив гелікоптер на пошуки «Курська», але він не зміг знайти підводний човен на поверхні; про це повідомили Попова.

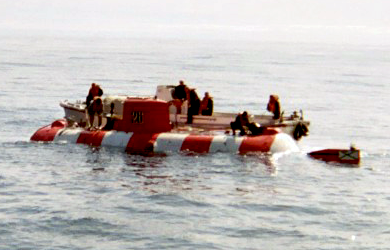
Російські моряки на поверхні на борту рятувального засобу глибокого занурення АС-28 Приз

Черговий офіцер Північного флоту доручив начальнику пошуково-рятувальних сил флоту капітану Олександру Тесленку бути готовим до наказу. Основним рятувальним кораблем Тесленка був 20-річний колишній лісовоз Михайло Рудницький, який був переобладнаний для підтримки підводних рятувальних операцій. Тесленко сповістив капітана судна бути готовим до відходу за годину. Пришвартований на основній базі Північного флоту в Сєвєроморську, корабель був оснащений двома глибоководними рятувальними апаратами АС-32 і АС-34 класу Приз, водолазним дзвоном, підводними відеокамерами, підйомними кранами та іншим спеціальним обладнанням, але він не був оснащений стабілізаторами, здатними утримувати судно на місці під час штормової погоди, і тому рятувальні апарати могли бути використані лише в спокійному морі:72. Російській ВМФ в минулому використовував два підводних човна класу «Льонок», кожен з яких мав пару рятувальних засобів глибокого занурення класу «Посейдон», які могли досягати глибини 693 м, але через брак коштів судна з 1994 року перебували на верфі в Санкт-Петербурзі очікуючи ремонту.
О 17:00 на пошуки був відправлений літак Іл-38. Екіпаж літака провів три години безуспішно намагаючись знайти Курськ:74. О 18:00, через шість годин після першого вибуху, Курськ не зміг виконати заплановану перевірку зв'язку. Командування Північного флоту занепокоїлося і спробувало зв'язатися з підводним човном. О 18:30, після неодноразових невдалих спроб, була розпочата пошуково-рятувальна операція, з застосуванням додаткової авіації, в спробі знайти підводний човен; в результаті підводний човен знов не було виявлено на поверхні. О 22:30 на Північному флоті було оголошено надзвичайну ситуацію, навчання було припинено. Від 15 до 22 суден Північного флоту, в тому числі близько 3 тисяч моряків, почали пошуки підводного човна. «Михайло Рудницький» вийшов з порту о 00:30.

### Офіційна реакція уряду
Російський ВМФ спочатку применшував значення цього інцидента. Пізно ввечері в суботу, через 9 годин після затоплення Курська, командувач Північним флотом адмірал Попов віддав наказ про перші пошуки підводного човна. Через 12 годин після затоплення Попов сповістив Кремль, але міністр оборони Ігор Сергєєв не передавав повідомлення Путіну до 07:00 ранку неділі. Сергєєв «не рекомендував» Путіну відвідувати місце катастрофи.
У неділю, коли Попов уже знав, що «Курськ» зник безвісти і вважається затонулим, він поінформував журналістів про хід військово-морських навчань. Він повідомив, що навчання пройшли надзвичайно успішно, і високо оцінив навчання в цілому:149:23.

### Чутки серед членів родин
Рано вранці в неділю, 13 серпня, на військово-морській базі Відяєво серед членів сімей екіпажу «Курська» почали ходити чутки про аварію. Телефоніст обробив незвичайну кількість дзвінків і випадково почув назву човна, і що цей підводний човен потрапив у біду. Оскільки база була дуже маленькою, новини швидко поширювалися. Дружини та члени родин обмінювалися новинами, але інформації було мало. Оскільки «Курськ» вважався непотоплюваним, члени родини не хотіли вірити найгіршим чуткам. Вони сподівалися, що у «Курська» були лише тимчасові проблеми зі зв'язком. Заступник начальника бази запевнив жінок, що штаб був напівпорожній, а присутні офіцери просто «проводили час»:87.

### Відмова від іноземної допомоги
У другій половині дня коли стався вибух, ще до того, як Кремль був поінформований про затоплення підводного човна, радник США з національної безпеки Сенді Бергер і міністр оборони Вільям Коен були проінформовані, що «Курськ» затонув. Після отримання офіційної інформації британський уряд разом із Францією, Німеччиною, Ізраїлем, Італією та Норвегією запропонував допомогу, а Сполучені Штати запропонували використання одного з двох своїх глибоководних рятувальних апаратів, але російський уряд відмовився від будь-якої іноземної допомоги. Міністр оборони Ігор Сергєєв проінформував американське посольство, що порятунок триває:152. У ВМФ Росії журналістам повідомили, що порятунок був близьким.

### Російські рятувальні роботи затнулися
О 04:50 у неділю, 13 серпня, екіпаж «Петра Великого» виявив дві аномалії на морському дні, які могли бути підводним човном. О 09:00 на місце прибув рятівний корабель Михайло Рудницький. Під час встановлення якоря його екіпаж сприйняв акустичний звук як SOS з підводного човна, але незабаром дійшов висновку, що шум був створений внаслідок удару якірного ланцюга об отвір якоря. Об 11:30 Михайло Рудницький підготувався до спуску апарату АС-34, який о 17:30 було спущено на воду. О 18:30, знаходячись на глибині 100 м і маючи швидкість 2 вуз (3,7 км/год), АС-34 повідомив про зіткнення з об'єктом, і через ілюмінатор екіпаж побачив гвинт і стабілізатор корми «Курська». АС-34 був пошкоджений в результаті зіткнення і був змушений спливти, екіпаж Михайла Рудницького почав підготовку АС-32 до операції.
О 22:40 АС-32 занурився у воду і почав пошуки Курська. АС-32 не зміг знайти підводний човен, тому що екіпаж «Петра Великого» вказав неправильний курс. Екіпаж корабля «Михайло Рудницький» намагався зв'язатися з «Курськом», і на деякий час їм здавалось, що вони почули звуковий сигнал SOS, але було встановлено, що це сигнал біологічного походження. Про звуки було повідомлено кораблю Петру Великому. АС-32 повернувся на поверхню о 01:00 у понеділок, 14 серпня.
Рятувальний буксир Микола Чікер (СБ 131) прибув на початку рятувальної операції. Використовуючи обладнання з глибоководною камерою, було отримано перші зображення затонулого підводного човна, на яких було видно значні пошкодження від носової частини підводного судна до її башти. «Курськ» був нахилений вбік під кутом 25 градусів і вниз на 5-7 градусів носовою частиною. Носова частина проорала близько 22  м в глинистому морському дні, на глибині 108 м. Перископ був піднятий, що свідчить про те, що аварія сталася, коли підводний човен знаходився на глибині менше 20 м.
АС-34 було відремонтовано і запущено о 05:00 понеділка. О 06:50 апарат АС-34 виявив «Курськ» і безуспішно спробував приєднатися до кормової евакуаційної шахти над дев'ятим відсіком «Курськ». Апарату не вдалося створити вакуумне ущільнення, необхідне для кріплення до евакуаційної шахти, його батареї швидко розрядилися, і екіпаж був змушений спливти. Запасних акумуляторів не було, тому екіпаж був змушений чекати, поки батареї зарядяться. Водночас посилився вітер, з 10-12 м/с до 15-27 м/с, а хвилі піднялися до 3–4 балів (1,2-2,4 м), змусивши росіян призупинити рятувальну операцію.

### Перше офіційне повідомлення
Перше офіційне повідомлення про аварію росіяни зробили в понеділок, 14 серпня. Вони повідомили ЗМІ, що в неділю у підводного човна Курськ виникли «незначні технічні проблеми». Вони заявили, що підводний човен «опустився на дно океану», що контакт з екіпажем встановлено і повітря та енергія закачується в човен, і що «всі на борту живі». BBC повідомило, що екіпаж «Курська» «був змушений зупинити на дні» підводний човен, оскільки він «поламався під час навчань», але рятувальні команди «підтримували радіозв'язок із надводними кораблями».

### Початкові звинувачення у зіткненні
Старші офіцери ВМФ Росії надавали різноманітні пояснення аварії. Через чотири дні після затоплення «Курська» головнокомандувач ВМФ Росії та адмірал флоту Володимир Куроїдов заявив, що причиною аварії стало серйозне зіткнення. Віце-прем'єр Ілля Клебанов заявив, що субмарина могла потрапити на стару міну часів Другої світової війни. Він також повідомив, що майже всі моряки загинули до того, як судно торкнулося дна.
Уряд Росії скликав комісію під головуванням віце-прем'єра Іллі Клебанова 14 серпня, через два дні після затоплення «Курська». Майже половина членів комісії були чиновниками, зацікавленими в результатах розслідування. Незалежні слідчі не були запрошені взяти участь в розслідуванні, створюючи враження, що висновки комісії можуть бути упередженими:32.

### Затримка рятувальної операції у зв'язку з погодними умовами
Погана погода, хвилі висотою 3,7 м, сильні підводні течії та обмежена видимість погіршили здатність рятувальників проводити операції у вівторок і середу. У вівторок Михайло Рудницький двічі спускав водолазний дзвін, але не зміг приєднатися до підводного човна. Була також невдала спроба скерувати дистанційно керований апарат на рятувальний люк.
О 20:00 у вівторок АС-34 було знов запущено, але апарат зазнав пошкоджень при зіткненні з боном, коли його спускали в море. Апарат повернули на борт, відремонтували та повторно запустили о 21:10. У вівторок, 15 серпня, через три дні після затоплення, прибув корабель-кран ПК-7500 з більш маневровим рятувальним засобом глибокого занурення (РЗГЗ) проекту 18270 Бестер (АС-36). Проте погода завадила ПК-7500 запустити РЗГЗ. Команда рятувальників вирішила спустити підводний апарат поблизу узбережжя та відбуксирувати його до місця порятунку за допомогою рятувального буксира.
У середу, 16 серпня, о 00:20 АС-34 двічі безуспішно намагався приєднатися до аварійного люка дев'ятого відсіку. Він сплив на поверхню і при підйомі на палубу основного корабля його силова установка була серйозно пошкоджена. Екіпаж Михайла Рудницького розібрав АС-32 та використав його деталі для ремонту АС-34. На час проведення ремонтних робіт рятувальні роботи були призупинені. ПК-7500 прибув з узбережжя, де він запустив свій РЗГЗ. Рятувальний засіб неодноразово спускався на глибину 110 м до підводного човна, але не зміг зачепитися за аварійний люк. Одна з рятувальних капсул була пошкоджена штормом.
У четвер о 12:00 Попов доповів генеральному штабу ВМФ, що вибуху на «Курську» не було, що підводний човен лежить неушкоджений на морському дні і що «зовнішній вплив» міг викликати течу між першим і другім відсіками. У четвер російський РЗГЗ зробив ще одну спробу дістатися до кормової частини підводного човна, але не зміг створити вакуумне ущільнення, необхідне для кріплення до евакуаційної шахти. Хоча 32-годинний термін рятувальної операції росіян широко критикували, термін розгортання рекомпресійної системи підводного рятувального занурення складає 72 години.
Рятувальне судно «Алтай» спробувало приєднати до підводного човна водолазний дзвін «Колокол», але ця спроба не мала успіху. У штабі ВМФ Росії в Москві повідомили ЗМІ, що рятувальники почули стукіт зсередини корпусу човна, який було інтерпретовано як «SOS …вода», хоча можливість почути постукування через подвійний корпус пізніше була відкинута. Інші звіти стверджують, що звуки були неправильно витлумачені або вигадані.
Водолази-рятувальники не намагалися постукати по корпусу, щоб подати звуковий сигнал тим, хто, можливо, вижив. Однак відеозаписи свідчать про інше, оскільки на них видно, як норвезькі водолази стукають по кормовому рятувальному люку під час рятувальної частини операції.
Фрагменти зовнішнього та внутрішнього корпусів були знайдені поруч, у тому числі шматок носової частини «Курська» вагою 5 т (5,5 коротких тонн), що вказує на потужний вибух у передньому торпедному відділенні.

### Британська та норвезька допомога

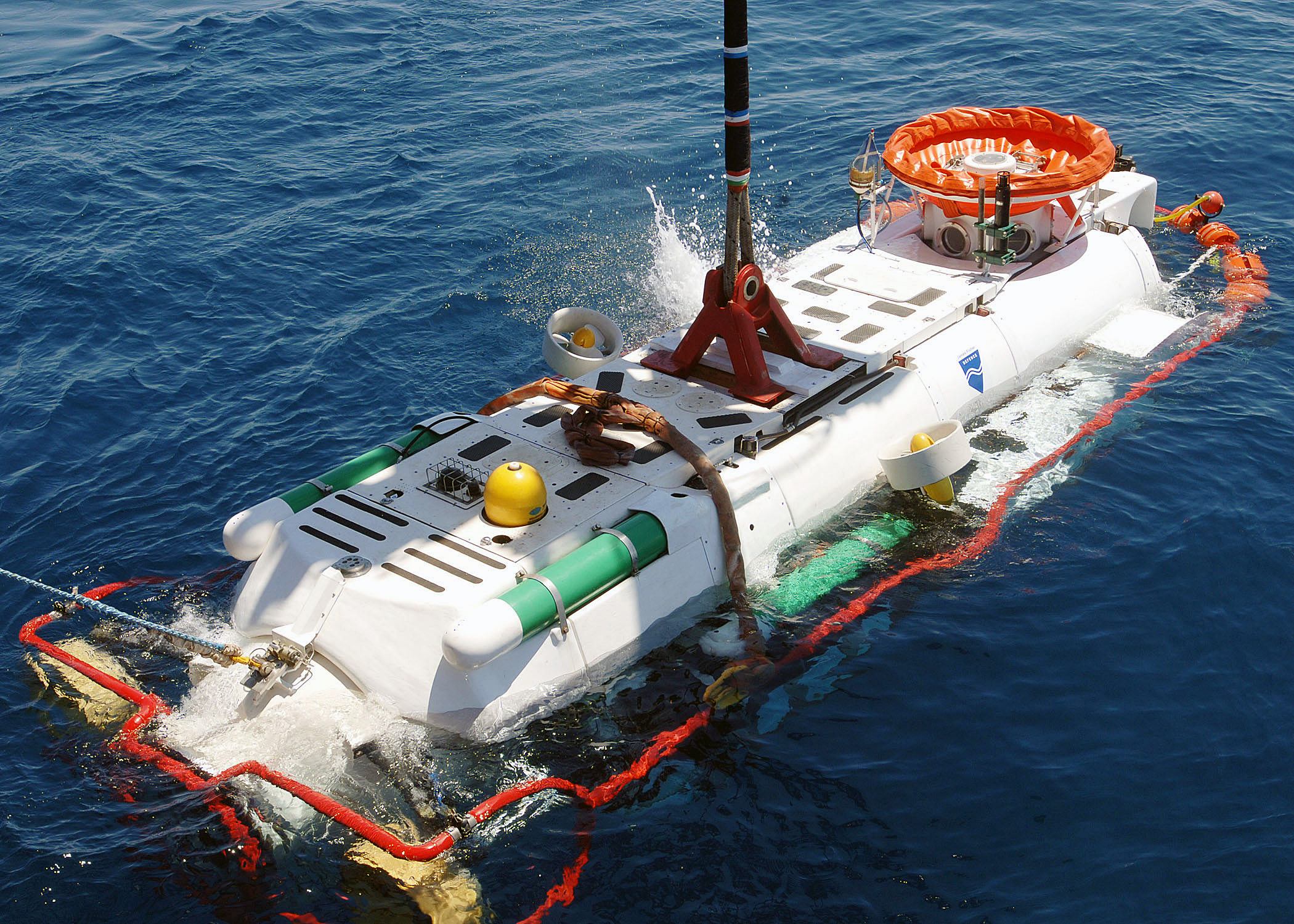
Британський глибоководний рятувальний апарат

Приватні ЗМІ та державні російські газети критикували відмову ВМС прийняти міжнародну допомогу. Через п'ять днів після аварії 17 серпня 2000 року президент Путін прийняв пропозицію урядів Великобританії та Норвегії про допомогу. Шість команд британських і норвезьких дайверів прибули в п'ятницю, 18 серпня. 328-й експедиційно-рятувальний загін Російської Федерації, що входить до складу Управління пошуку і порятунку ВМФ, також надав водолазів. 19 серпня о 20:00 норвезьке судно Normand Pioneer прибуло з британським рятувальним підводним човном LR5 на борту через сім днів після катастрофи.
У неділю, 20 серпня, норвежці спустили на підводний човен апарат з дистанційним керуванням. Вони виявили, що перші 18 м носової частини човна являли собою масу покрученого металу та уламків.
Офіційні особи ВМС Росії наклали спеціальні обмеження, які не дозволяли норвезьким дайверам працювати на кормовій частині човна, зокрема над аварійним люком над дев'ятим відсіком і повітряним клапаном, з'єднаним з рятувальною шахтою. Норвезькі глибоководні дайвери протестували проти обмежень, які, на їхню думку, заважали рятувальній операції.
Коли дайвери спробували відкрити повітряний клапан, він не рухався. Російські експерти сказали дайверам, що вони повинні відкрити вентиль проти годинникової стрілки, інакше вони його зламають. Врешті решт дайвери спробували повернути вентиль за годинниковою стрілкою, протилежне тому, що казали експерти, і це спрацювало.
Дайвери намагалися відкрити люк за допомогою маніпуляторів апарату з дистанційним керуванням, але не мали успіху до ранку понеділка, 21 серпня; коли вони виявили, що рятувальна шахта була заповнена водою. Того ранку вони за допомогою спеціального інструменту відкрили внутрішній люк рятувальної шахти, випустивши великий об'єм повітря з дев'ятого відсіку. Дайвери опустили у відсік відеокамеру на штанзі й побачили кілька тіл.
Компанії, що займалися підняттям затонулих кораблів, домовилися, що пробоїни в корпусі проріжуть норвезькі дайвери, але на підводний човен зайдуть тільки російські водолази. Для отримання доступу норвезькі дайвери вирізали отвір у корпусі восьмого відсіку, за допомогою різальної машини, яка випускає високошвидкісну суміш води та ріжучого піску під тиском 100 000 кПа (15 000 psi). Російські водолази увійшли в затонулий човен і відкрили люк перегородки в дев'ятий відсік.
Вони виявили, що пил і попіл всередині дев'ятого відсіку сильно обмежують видимість. Прапорщик Сергій Шмигін поступово продвигався у відсіку, спустився на два рівні і знайшов залишки капітан-лейтенанта Дмитра Колеснікова. Усі члени екіпажу сильно обгоріли. Дайвери прорізали додаткові отвори в корпусі над третім і четвертим відсіками. Російські водолази вилучили секретні документи та зрештою дістали з дев'ятого відсіку загалом 12 тіл. Це суперечило попереднім заявам високопоставлених російських чиновників про те, що всі підводники загинули до того, як підводний човен торкнувся дна. Вони також знайшли судновий журнал підводного човна, але були змушені призупинити операцію через негоду. Команди рятувальників проводили безперервні вимірювання рівнів радіації всередині та зовні підводного човна, але жодне з показань не перевищувало нормальних діапазонів.
21 серпня, після того, як норвезькі дайвери підтвердили, що в дев'ятому відсіку немає живих, начальник штабу Північного флоту Росії Михайло Моцак оголосив громадськості, що «Курськ» затоплений і всі члени його екіпажу загинули. Командувач Північним флотом адмірал Попов також звернувся до громадськості в телевізійному ефірі (в кінці якого він зняв морський берет) і попросив вибачення у членів родин екіпажу «Курська»: «…вибачте, що я не повернув ваших хлопців».
Були розроблені додаткові плани щодо продовження вивезення тіл, але ВМФ Росії не зміг домовитися про контракт з іноземними компаніями. Сім'ї загиблих на підводному човні висловили протест, заявивши, що вони не хочуть, щоб інші життя зазнали ризику, щоб підняти тіл загиблих. 22 серпня президент Путін видав указ про оголошення 23 серпня днем жалоби. 26 серпня Путін посмертно присвоїв звання Героя Росії командиру підводного човна Геннадію Лячину, а 117 членів екіпажу та фахівців посмертно нагородили орденом Мужності.

### Заяви Росії про зіткнення з підводним човном НАТО
У понеділок, 14 серпня, адмірал флоту Володимир Куроєдов заявив, що аварія сталася через серйозне зіткнення з підводним човном НАТО, хоча він не надав жодних доказів на підтримку своєї заяви. Старші командири ВМФ Росії повторювали цю історію більше двох років після катастрофи. Багато тих, хто бажав продовження поганих відносин між Росією та Заходом, підтримували цей сценарій.
Відповідно до початкового плану навчань росіяни вимагали, щоб кожен їхній підводний човен залишався у визначеному районі. Цей протокол мав на меті виключити можливість зіткнення та дозволити надводним кораблям виявити присутність західного підводного човна-розвідника.
29 або 30 серпня 2000 року офіційна урядова комісія, якій було доручено розслідувати катастрофу, оголосила, що ймовірною причиною затоплення був «потужний „динамічний зовнішній удар“, що відповідає „першій події“», ймовірно, зіткненню з іноземним підводним човном, великим надводним кораблем або підриву на міні Другої світової війни. Комісія повідомила, що за навчаннями спостерігали два американські підводні човни класу Лос Анжелес — Мемфіс і Толедо — а також підводний човен класу Swiftsure Королівського флоту HMS Splendid. Російські джерела повідомили, що коли навчання були скасовані через аварію, ці судна зайшли в європейські порти.

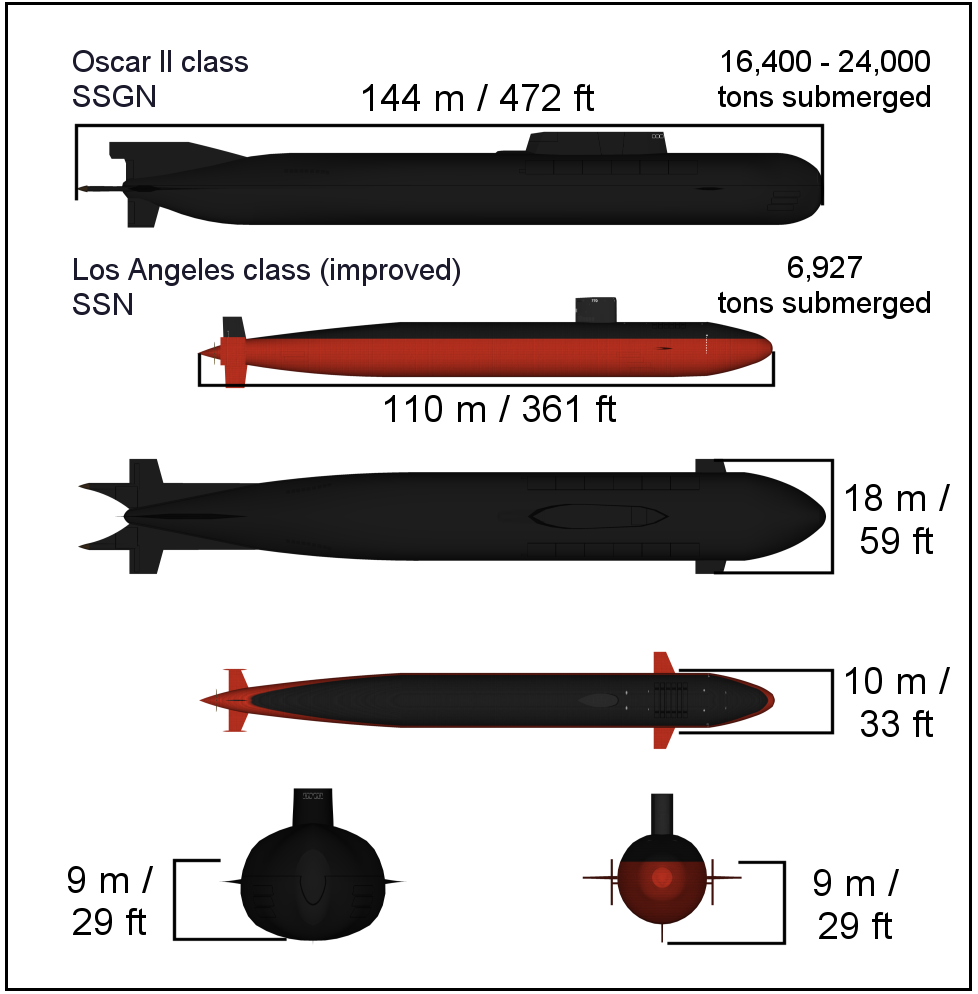
Порівняння розміру та маси «Курська» та підводного човна USS «Толедо», що складає менше половини водотоннажності «Курська»

Міністр оборони Сполучених Штатів Вільям С. Коен відповів на звинувачення Росії у зіткненні з підводним човном на прес-конференції в Токіо 22 вересня 2000 року.
Питання: Росіяни припускають, що однією з можливих причин є зіткнення з підводним човном НАТО або США, вони просять дозволити їм, ну, подивитись на пару підводних човнів США, а відповідь американської сторони – ні; тому я питаю, чому ні? І яке ваше власне пояснення цієї конкретної аварії? Дякую Вам. – Репортер
Відповідь: Стосовно «Курська», ми дуже чітко дали зрозуміти, що кораблі Сполучених Штатів не мають жодної ролі в цій жахливій трагедії. Ми донесли цю інформацію; як ми вважаємо, наша заява насправді була категоричною. Я отримав усі запевнення, і я знаю, що всі наші кораблі справні і не могли вступати в будь-який контакт з російським підводним човном. Тому, відверто кажучи, перевірка не потрібна, оскільки наші кораблі повністю справні, і ніякого контакту з «Курськом» не могло бути. Я сподіваюся, що російська влада з'ясує причину. Усе, що я можу зробити, це припустити, що були внутрішні вибухи, які призвели до втрати цього корабля та чудових людей на його борту.
25 жовтня 2000, в період, коли офіційне розслідування ще не було завершене, командувач Північним флотом Попов і його начальник штабу Моцак дали інтерв'ю іспанській газеті El Mundo. Вони повторили теорію про те, що «Курськ» зіткнувся з підводним човном НАТО, який стежив за навчаннями. 25 жовтня адмірал флоту Володимир Куроєдов знову заявив, що він на 80 % впевнений, що причиною аварії стало зіткнення з іноземним підводним човном:22. З 1967 року в Баренцевому морі відбулося одинадцять зіткнень підводних човнів. Військово-морські сили Росії підготували відеозйомку залишків затонулого човна, яка, як вони стверджували, свідчить про те, що ця аварія також сталася в результаті зіткнення.
5 листопада представник генштабу Північного флоту заявив російському телеканалу НТВ, що затоплення сталося внаслідок зіткнення. Це твердження адмірал Михайло Моцак повторив 17 листопада в інтерв'ю російській газеті «Известия». Офіційні особи наполягали, що американський підводний човен пильно стежив за Курськом і спричинив зіткнення, підійшовши занадто близько. Російський ВМФ підготував супутникові знімки американського підводного човна «Мемфіс», пришвартованого на норвезькій військово-морській базі в Бергені відразу після ймовірного зіткнення, і стверджував, що це доводить, що підводний човен сплив на поверхню для ремонту, але автентичність фотографій так і не була доведена.
Геофізики, які проаналізували сейсмічні сигнали, дійшли висновку та повідомили в лютому 2001 року, що початковий записаний звук був викликаний вибухом, а не зіткненням з іншим судном. Сейсмічні хвилі другої події, відомої на той час як вибухи кількох торпедних боєголовок, також створили високочастотну «бульбашокову» сигнатуру, характерну для підводного вибуху приблизно 3–7 тонн тротилу. Коли аналітики порівняли другу подію з першою, вони дійшли висновку, що першою подією також був вибух торпеди. Британська станція сейсмічного моніторингу Blacknest, яка вивчає сейсмічні сигнали, створені підземними ядерними вибухами та землетрусами, виявила два різних вибухи. Було визначено, що дві ударні хвилі ідеально збігаються та відповідають вибуху торпеди.

### Критика реакції керівництва Росії
У той час як рятувальникам неодноразово не вдавалося під'єднатися до рятувальної шахти та зв'язатися з потенційними вцілілими на борту підводного човна, по телевізору показали президента Путіна, який проводить літню відпустку на віллі на березі Чорного моря. Його удавана байдужість обурила родини моряків Курська і багатьох інших росіян. Амелія Джентльмен у The Guardian написала:
Для президента Володимира Путіна криза, пов'язана з «Курськом», була не просто людською трагедією, це була особиста піар катастрофа. Через 24 години після зникнення підводного човна, коли російські військово-морські чиновники робили похмурі розрахунки щодо шансів 118 людей на борту, було знято на відео, як Путін насолоджується, засукавши рукави, готуючи барбекю на своїй віллі на Чорному морі.
Російські ЗМІ різко критикували реакцію керівництва Росії на затоплення. Зображення розгніваних членів родини, які вимагають інформацію або напружено чекають новин в доку, були показані в ЗМІ по всьому світу. Деякі родичі сказали, що дізналися про катастрофу лише із ЗМІ:108 або з суперечливих чуток, що циркулювали на військово-морській базі:87. Вони скаржилися, що не отримували від уряду жодної інформації про статус катастрофи чи рятувальні заходи до середи, через п'ять днів після затоплення. Дехто не зміг отримати підтвердження, чи були члени їхніх родин серед екіпажу на борту човна. Уряд відмовився надати список зниклих безвісти навіть сім'ям тих, хто перебував на борту; журналіст «Правди» заплатив офіцеру 18 000 російських рублів за отримання списку. Уже тоді уряд намагався заборонити журналістам спілкуватися з рідними:37.
Постійні проблеми рятувальників із пошуком потенційних вцілілих і суперечлива інформація про причини аварії схвилювали російську громадську думку. ЗМІ назвали реакцію російського уряду на катастрофу «технічно невдалою», а їхні історії — «абсолютно недостовірними».

### Зустріч Путіна з родинами

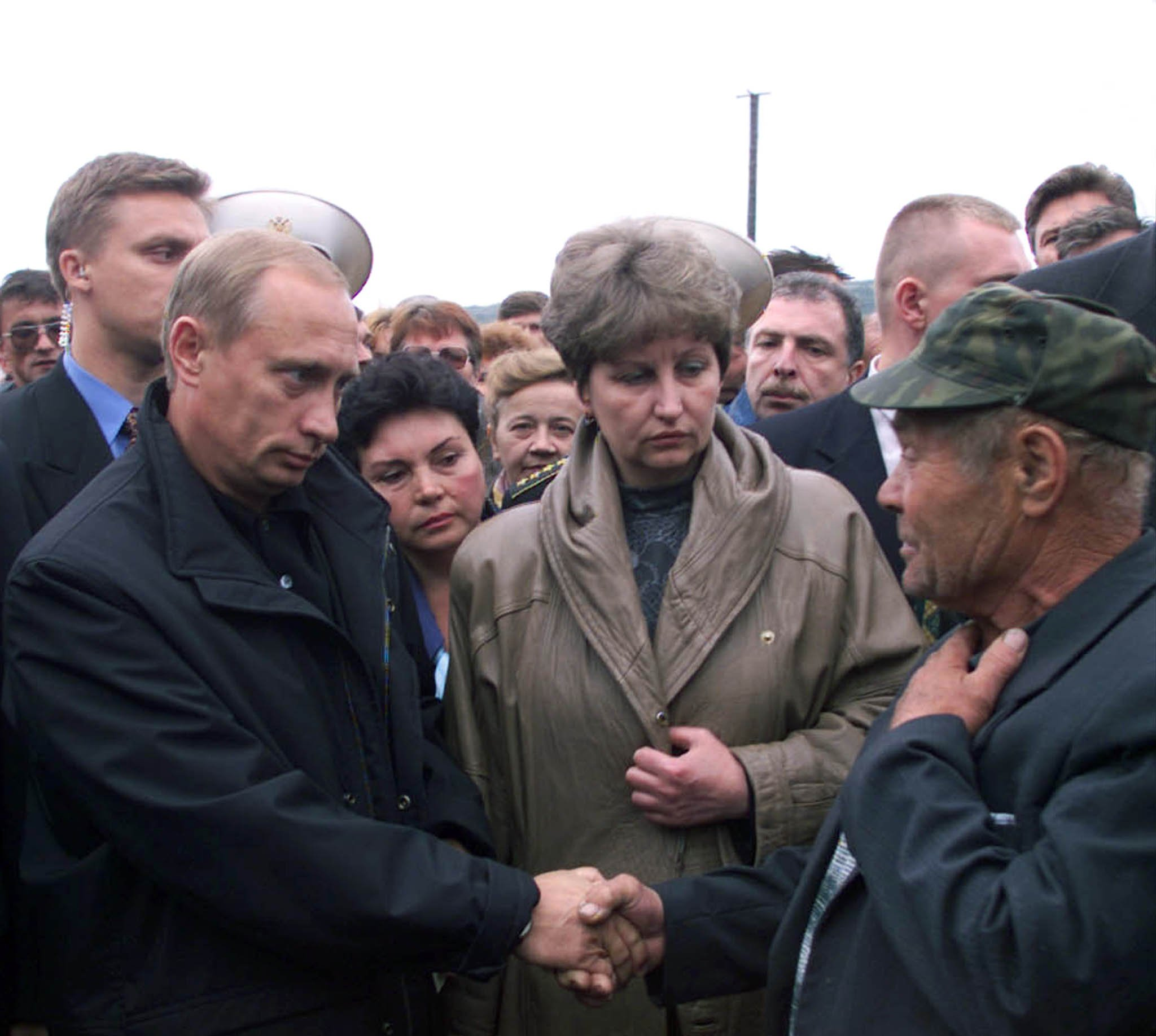
Президент Путін під час суперечливої зустрічі з родичами загиблих моряків у Відяєво, під час якої родини скаржилися на реакцію російського флоту на катастрофу

З самого початку катастрофи військові повідомляли президенту Путіну, що вони тримають ситуацію під контролем і що йому не потрібно втручатися. Йому сказали, що існує велика ймовірність того, що аварію спричинило іноземне судно, і що Росія не повинна приймати допомогу від іноземних держав:154. Лише через чотири місяці перебування на посаді президента Путіна різко розкритикувала громадськість та ЗМІ за рішення залишитися на морському курорті, а його колись дуже сприятливі рейтинги різко впали. Реакція Президента виявилася бездушною, а дії уряду — некомпетентними.
У вівторок, 22 серпня, через 10 днів після затоплення, Путін зустрівся в офіцерському клубі та культурному центрі військово-морської бази Відяєво з приблизно 400—600:154:105 розгніваними та засмученими мешканцями військово-морської бази та близько 350 членами родин екіпажу «Курська»:107. Зустріч була закритою, доступ жорстко контролювався. Двоє російських журналістів «Независимой газеты» та «Коммерсанта», які видавали себе членами родини, стали свідками того, як розгублені вдови та матері кричали на Путіна, вимагаючи пояснити, чому вони отримують стільки суперечливої інформації та хто понесе покарання за смерть членів їхніх родин. Вони кричали:107:
- Ви вірите, що наші чоловіки ще живі?
- Чому ви вбили наших хлопців?
- Коли тіла підводників привезуть додому?
- Коли ми повернемо їх, живими чи мертвими?
- Кого ви збираєтеся покарати за їх смерть і як?

Ворожа, сварлива зустріч тривала від трьох до шести годин.
Німецький телеканал RTL надав російській національній щоденній газеті «Коммерсантъ» невідредаговану стенограму:155. Стенограма показала, що Путін сказав родинам, що адмірал флоту Володимир Куроєдов погодився прийняти іноземну допомогу, щойно вона була запропонована в середу, 16 серпня, але на Путіна почали кричати, щойно він надав це пояснення. Члени родин знали з повідомлень ЗМІ, що іноземна допомога була запропонована в понеділок:108. До цього моменту члени родини отримували 1 000 російських рублів (приблизно 37 доларів США у 2000 році) компенсації. Путін також запропонував сім'ям додаткову компенсацію в розмірі десятирічної зарплати, приблизно 7 000 доларів США на той час:108.

#### Примусове введення заспокійливого матері моряка Курська
Єдиним новинним ЗМІ, який отримав доступ до освітлення зустрічі, був російський державний канал Росія-1. Сильно відредагована трансляція зустрічі, надана цим каналом показала лише промову президента, залишивши за кадром численні емоційні та сварливі сутички між президентом і членами родин екіпажу Курська. Єдина телекамера телеканалу передала сигнал на вантажівку з супутниковим обладнанням, позичену Росією-1 у німецької телекомпанії RTL, і RTL записала всю зустріч:155.
Під час зустрічі Надія Тилік, мати підводника «Курська» лейтенанта Сергія Тиліка, була надзвичайно емоційна і перервала зустріч. Вона критикувала Путіна та віце-прем'єра Клебанова, звинувачуючи їх у брехні членам родин. Вона сказала їм: «Краще застеліться зараз! Не дамо вам жити, виродки!» Коли стало зрозуміло що вона не мовчатиме, медсестра в цивільному позаду насильно ввела їй через одяг заспокійливе. Вона швидко втратила здатність говорити і її винесли з приміщення. Одразу після того, як його дружині зробили укол, чоловік Тилік розповів, що він попросив медсестру дати його дружині препарат, «тому що вона схильна до зайвих емоцій». Чотири місяці потому Надія Тилік розповіла, що її чоловік збрехав громадськості про укол, щоб «зберегти мої нерви», і що він «не звертався по допомогу». Тилік пізніше сказала: «Укол зробили, щоб закрити мені рота. Одразу після цього я просто втратила здатність говорити, і мене винесли».
Вся сцена була знята телевізійною групою, але в Росії її не транслювали. Іноземні ЗМІ показали, як чиновники винесли Тилік із зустрічі:36. Пізніше Тилік розкритикувала президента Путіна за те, що той «не відповідав на прямі запитання» на зустрічі. «Можливо, він не знав, що сказати, але конкретних відповідей на конкретні питання ми не отримали», — сказала вона. Тилік сказала The St. Petersburg Times, що піде на все, щоб дізнатися правду про катастрофу підводного човна: «Вони весь час говорили нам неправду, і навіть зараз ми не можемо отримати жодної інформації», — сказала вона.
Росіяни та спостерігачі на Заході були шоковані цим інцидентом і побоювалися, що публічне використання заспокійливого засобу для матері члена екіпажу означає, що колишній Радянський Союз повертається до методів часів холодної війни, щоб змусити замовкнути інакодумців. Тилік розповіла, що її син сказав за шість днів до катастрофи, що «на борту підводного човна „знаходиться смерть“, але не пояснив, що мав на увазі». Вона сказала: «Я впевнена, що командувачі Північного флоту знали, що торпеди були не в порядку. Винні мають бути покарані». Представники ВМС у Відяєво пізніше підтвердили Таймс і The St. Petersburg Times, що Тилік дали заспокійливе. «Ми даємо заспокійливе родичам відтоді, як це почалося, і це не така вже й велика проблема, як ви думаєте на Заході», — сказав офіцер, який не назвався. «Ми просто захищаємо рідних від зайвого болю — це було для її власного захисту».
Журналіст Андрій Колесніков, який був присутній на зустрічі Путіна з родинами, описав свій досвід у документальному фільмі 2015 року «Президент». Він сказав, що, дивлячись на розмову Путіна з родинами, «я, відверто кажучи, думав, що вони його розірвуть. Там була така важка атмосфера, такий згусток ненависті, розпачу і болю. Ніколи за все своє життя я не відчував нічого подібного. Усі запитання були спрямовані до цієї людини».

### Путін звинувачує ЗМІ
У відповідь на лавину критики міністр оборони Сергєєв і старше командування ВМФ і Північного флоту запропонували Путіну свою відставку, але він відмовився її прийняти:160.
Путін розкритикував пресу, яка різко критикувала його особисту реакцію та те, як увесь уряд впорався з національною трагедією. Під час зустрічі з родичами екіпажу він відкрито звинуватив олігархів, які володіли більшістю недержавних ЗМІ країни, у поганому стані російської армії. Путін сказав членам родини: «Сьогодні на телебаченні є люди, які … за останні 10 років знищили ту саму армію і флот, де зараз гинуть люди … Вони вкрали гроші, вони купили ЗМІ та маніпулюють громадською думкою». Коли родичі запитали, чому уряд так довго чекав, перш ніж прийняти іноземну допомогу, Путін сказав, що ЗМІ збрехали. Він кричав родинам, що зібралися на зустріч: «Вони брешуть. Вони брешуть. Вони брешуть». Путін пригрозив покарати власників ЗМІ та протистояти їх впливу через альтернативні «чесні та об'єктивні» ЗМІ. Він презирливо висміював їхню власність за кордоном. «Краще їм продати свої вілли на узбережжі Середземного моря у Франції чи Іспанії. Тоді їм, можливо, доведеться пояснювати, чому все це майно зареєстроване на фальшиві імена під підставними юридичними фірмами. Можливо, ми б запитали їх, де вони взяли гроші».
У промові до росіян наступного дня після зустрічі з родинами Путін продовжив люту атаку на російські ЗМІ, звинувативши їх у брехні та дискредитації країни. Він сказав, що вони намагаються «використати це лихо … щоб отримати політичний капітал».

### Оголошення компенсації родинам
Того ж дня, коли Путін виступив у етері, віце-прем'єр-міністр Валентина Матвієнко, голова спеціальної комісії, оголосила, що родини моряків Курська отримають не лише 10-річну зарплату, а й безкоштовне житло в обраному ними російському місті, безкоштовне навчання в коледжі для своїх дітей та безкоштовні консультування:114. Разом із іншими благодійними внесками, отриманими з усього світу, родини отримали близько 35 000 доларів США у вигляді виплат:114.

## Результати офіційного розслідування
26 липня 2002 року, майже через два роки, урядова комісія та генеральний прокурор Росії Володимир Устинов оголосили, що паливо з перекисом водню в макеті торпеді всередині четвертого торпедного апарата викликало перший вибух, який затопив Курськ.

### Секретний звіт
Устинов випустив 133-томний надсекретний звіт у серпні 2002 року, через два роки після катастрофи. Уряд опублікував резюме на чотирьох сторінках в «Російській газеті», яке виявило «приголомшливі порушення дисципліни, неякісне, застаріле та погано обслуговуване обладнання» і «недбалість, некомпетентність і безгосподарність». У звіті йдеться про те, що рятувальна операція була невиправдано затримана.

### Пошкодження, викликані першим вибухом
Перегородку між першим і другим відсіками перетинав круглий 47 см канал кондиціонування повітря. Перегородка повинна була зупинити вибухову хвилю, але відповідно до загальноприйнятої російської підводної практики, герметичний клапан у системі вентиляції, яка перетинала перегородку, залишили відкритим, щоб мінімізувати зміну тиску під час пуску зброї. Перший вибух став причиною пожежі, яка, за попередніми оцінками мала температуру 2700 °C. В урядовій доповіді зроблено висновок, що початковий вибух і пожежа в торпедному відсіку миттєво забрали життя всіх семи членів екіпажу, які знаходилися в ньому.
Відкритий клапан у системі вентиляції дозволив величезній вибуховій хвилі, а також, можливо, вогню та токсичному диму потрапити також у другий і, можливо, третій і четвертий відсіки. Хоча підводний човен був на перископній глибині з висунутими радіоантенами, ніхто з командного пункту не зміг послати сигнал лиха або натиснути жодну кнопку, яка б ініціювала аварійний продув баластної цистерни та підняла підводний човен на поверхню. Усі 36 осіб командного пункту, розташованого у другому відсіку, були одразу виведені з ладу вибуховою хвилею та, ймовірно, загинули.

### Вторинний вибух
Через дві хвилини 14 секунд після першого вибуху в торпедному відділенні вогонь викликав другий вибух п'яти-семи боєздатних торпедних бойових частин. Пізніше були проаналізовані акустичні дані Петра Великого, і було виявлено, що вони свідчать про швидкий вибух близько семи торпедних бойових частин. Торпеда типу 65 «Кит» несе велику бойову частину вагою 450 кг.
Поки підводний човен був зануреним, 78 членів екіпажу зазвичай розміщувалися в перших чотирьох відсіках і 49 — у задніх п'яти відсіках:3. Хоча «Курськ» розрахований на зовнішній тиск на глибині до 1000 м, другий внутрішній вибух розірвав отвір площиною 2 м² у корпусі човна і відкрив відсіки з першого по четвертий для морської води. Вода потрапляла зі швидкістю 90 000 літрів за секунду. Вибух зруйнував перші три відсіки і всі палуби. Окрім екіпажу в цих відсіках, на борту перебували п'ятеро офіцерів зі штабу 7-ї дивізії підводних човнів з крилатими ракетами і два інженери-конструктори, які спостерігали за роботою нової батареї торпеди USET-80, яку планували запустити другою. Всі, хто залишився живим у тих відсіках після першого вибуху, загинули від другого вибуху.

### Звинувачення макета торпеди
Урядовий звіт підтвердив, що «Курськ» був затоплений в результаті вибуху торпеди, спричиненого витоком перекису високої проби (ПВП), форми висококонцентрованого перекису водню, з тріщин у корпусі торпеди. Паливо в торпедах, які перевозив «Курськ», було недорогим і дуже потужним. Зазвичай кисень поєднується з гасом у двигуні торпеди, щоб рухати ракету на вищій швидкості та більшій дальності, ніж у звичайних торпед:34.
ПВП зазвичай стабільний до контакту з каталізатором. Потім він надзвичайно швидко збільшується в об'ємі в 5000 разів, діючи як окисник, утворюючи великі об'єми пари та кисню. Торпеди з використанням ПВП використовувалися з 1950-х років, але інші флоти припинили їх використання через небезпеку, притаманну їх конструкції. HMS Sidon затонув у 1955 році, убивши 13 моряків, коли експериментальна торпеда, що містила ПВП, вибухнула під час завантаження.
Слідчі прийшли до висновку, що витік ПВП каталітично розклався, коли він вступив у контакт з міддю, яка зазвичай міститься в бронзі та латуні, які були використані для виготовлення торпедних апаратів Курська. Коли ПВП починає розкладатися, цей процес неможливо зупинити, доки не вичерпається все паливо. 1000 кг концентрованого ПВП розірвав 500 кг паливний бак торпеди з гасом і спричинив вибух потужністю 100—250 кг в тротиловому еквіваленті, який був зафіксований як 2.2 бали за шкалою Ріхтера на детекторах за сотні кілометрів.
Команди з підйому човна знайшли на морському дні фрагмент кришки торпедного апарату номер чотири в 50 м за основними уламками. Його положення, відстань і напрямок відносно решти підводного човна вказували на те, що він опинився там в результаті першого вибуху в цьому апараті.
Згідно зі статтею, яка на короткий час з'явилася в четвер, 17 серпня 2000 року на веб-сайті офіційної газети Міністерства оборони Росії «Красная звезда», «Курськ» був переобладнаний у 1998 році — через чотири роки після введення в експлуатацію — для перевезення торпед, які заправлялися дешевим ПВП. У статті повідомлялося, що деякі фахівці ВМФ Росії виступали проти використання торпед з паливом на основі ПВП, оскільки вони ця речовина летуча та небезпечна. У п'ятницю, 18 серпня, у друкованому виданні матеріал не з'явився. Натомість статтю замінили на іншу, у якій йдеться про зіткнення субмарини з «невпізнаним об'єктом». Ймовірно, зміни відбулися через політичний тиск:23. Віце-прем'єр Ілля Клебанов, голова урядової комісії з розслідування аварії, був зацікавлений у припущенні, що причиною катастрофи стало зіткнення з судном НАТО. Як голова оборонної промисловості, незважаючи на заперечення деяких офіцерів, він сприяв використанню торпед на рідкому паливі замість більш безпечних і дорогих торпед на срібно-цинкових батареях:23.

### Виявлення дефектного зварного шва
У остаточному звіті уряду було зазначено, що офіцери, які видали наказ про схвалення використання торпед ПВП, не мали повноважень видавати цей наказ. Макету торпеди було 10 років, і деякі його частини вичерпали свій ресурс. Кілька джерел повідомили, що одна з тренувальних торпед впала під час транспортування, що, ймовірно, призвело до тріщини в корпусі, але її все одно помістили на борт підводного човна:23. Кран, який зазвичай використовувався для завантаження ракет, вийшов з ладу, і довелося залучити інший, що затримало процес завантаження. Це також ускладнило можливість вилучення пошкодженої торпеди:23.
Особовий склад, який заряджав тренувальні торпеди за день до навчань, помітив, що паливо витікає крізь гумові ущільнювачі і повідомив про це молодших офіцерів, але ті не вжили жодних заходів, оскільки навчання були дуже важливі для російського флоту. Хоча течі на макетах торпед були виявлені, гумові ущільнювачі перед навчаннями не перевірялися:35. Екіпаж також повинен був дотримуватися дуже суворої процедури під час підготовки навчальної торпеди ПВП до стрільби.
Записи технічного обслуговування показали, що навчальна торпеда типу 65-76 «Кит», яку ніс Курськ, походить з партії з 10 торпед, виготовлених у 1990 році, шість з яких були забраковані через дефекти зварювання. Розслідування показало, що оскільки торпеди не були призначені для несення бойових частин, зварні шви не перевірялися так ретельно, як зварні шви на торпедах з бойовими частинами. Коли рятувальники нарешті знайшли залишки торпеди та пускової труби, аналіз визначив, що обидва мали ознаки деформації і теплових ушкоджень, які відповідали вибуху поблизу середини торпеди, дуже близько до основного зварного з'єднання. Офіційний висновок комісії полягав у тому, що причиною вибуху став дефектний зварний шов.

### Недоступність рятувальної капсули
У разі надзвичайних ситуацій особовий склад у задніх відсіках повинен був перейти вперед до третього відсіку і разом з тими, хто перебував у передніх відсіках, перейти до рятувальної капсули у башті (або бойовій рубці), яка була здатна відокремлюватись від підводного човна і евакуювати весь екіпаж. Крім того, в першому відсіку була також рятувальна шахта, але вибух і пожежа унеможливили її використання. Рятувальна капсула в третьому відсіку була недоступна, навіть якщо її ще можна було використовувати.

### Зупинка ядерних реакторів
П'ятий відсік, який містив два ядерні реактори човна, був побудований таким чином, щоб витримувати більші сили, ніж інші внутрішні перегородки. Як і зовнішній корпус, ці перегородки були розроблені, щоб витримувати тиск на глибині 1000 м. Реактори були додатково укриті 13 см шаром сталі та пружно встановлені для поглинання поштовхів понад 50 G (еквівалент сили тяжіння). Перегородки п'ятого відсіку витримали обидва вибухи, дозволивши двом реакторам автоматично вимкнутися та запобігти ядерному розплавленню та тяжкому забрудненню моря.

### Вимкнення автоматичного запису подій
У п'ятому відсіку, крім реакторів, містилося обладнання, яке автоматично фіксувало робочу діяльність човна. Фахівці Санкт-Петербурзького центру мовних технологій проаналізували двадцять два записи. Вони виявили, що в день аварії система була відключена, що було порушенням процедури.

### Відключення рятувального буя
«Курськ» був оснащений аварійно-рятувальним буєм у верхній частині сьомого відсіку, який був розроблений для автоматичного розгортання при виявленні будь-яких надзвичайних ситуацій, таких як пожежа або швидка зміна тиску. Він мав спливти на поверхню та подати сигнал, щоб допомогти рятувальникам знайти човен, що потрапив у біду. У той час як деякі звіти стверджували, що буй неодноразово виходив з ладу та був зварений на місці, слідчі дізналися, що «Курськ» був розгорнутий у Середземному морі влітку 1999 року для спостереження за тим, як флот США реагував на війну в Косово. Офіцери ВМФ Росії, побоюючись, що буй може випадково розгорнутися і виявити розташування підводного човна флоту США, наказали вивести його з ладу. Коли підводний човен затонув, він все ще не працював.

### Жодних звинувачень не висунуто
Незважаючи на численні недоліки в процедурах і обладнанні, Устинов сказав, що жодних звинувачень не буде висунуто, оскільки катастрофа сталася через технічну несправність і не можна звинувачувати конкретних осіб. За його словами, всі моряки загинули протягом восьми годин і нікого з них не вдалося б врятувати за відведений час. На прес-конференції, на якій було оголошено про завершення офіційного розслідування, він звільнив виробника торпеди від будь-якої провини. «Ті, хто проектував торпеду, не могли передбачити можливість її вибуху». Він також сказав, що немає жодних доказів того, що торпеда була пошкоджена під час завантаження на «Курськ».
Коли Устинов закрив кримінальну справу без пред'явлення обвинувачення[джерело?], члени родин були розлючені. Капітан ВМФ Росії у відставці Володимир Мітяєв, який втратив сина на Курську, сказав: «Як на мене, це явна недбалість». Зрештою, в катастрофі ніхто не був звинувачений і нікого не було притягнуто відповідальності:34.

## Альтернативні пояснення
У той час як офіційна урядова комісія звинуватила у вибуху несправний зварний шов у тренувальній торпеді, віце-адмірал Валерій Рязанцев назвав причиною катастрофи неадекватну підготовку, погане технічне обслуговування та неповні перевірки, через які екіпаж неправильно поводився зі зброєю. Внутрішня кришка торпедного апарату була спроектована так, щоб бути втричі міцнішою за зовнішню, щоб будь-який вибух всередині торпедного апарата був спрямований у море. Рятувальні бригади знайшли внутрішню кришку торпедного апарата, вбудованого в перегородку, що розділяє перший і другий відсіки, в 12 м від апарату. Це змусило слідчих зробити висновок, що внутрішня кришка, ймовірно, не була повністю закрита, коли стався вибух.
Відомо, що електричні з'єднувачі між торпедами та внутрішніми кришками торпедних апаратів були ненадійними, що часто змушувало екіпаж торпед відкривати та закривати кришки, щоб очистити з'єднання, перш ніж можна було встановити електричний контакт. Екіпаж «Курська» не стріляв торпедою три роки, і ця торпеда була набагато простішого типу з живленням батареями. Екіпаж повинен був виконувати певні етапи технічного обслуговування на регулярній основі і перед тим, як запускати торпеду. Це включало очищення торпедного апарату від мастил, металевої стружки та пилу, які накопичуються під час тривалого простою.
Після аварії слідчі відновили частково згорілу копію інструкцій з техніки безпеки для заряджання торпед ПВП, але інструкції стосувалися істотно іншого типу торпед і не містили основних кроків для випробування повітряного клапана. 7-й дивізіон 1-ї флотилії підводних човнів ніколи не перевіряв кваліфікацію та готовність екіпажу «Курська» до стрільби торпедами ПВП. Екіпаж «Курська» не мав попереднього досвіду та не був навчений керувати та стріляти торпедами ПВП. Рязанцев вважав, що через їх недосвідченість і недостатню підготовку, доповнену неповними перевірками та недоглядом, а також через те, що екіпаж «Курська» дотримувався неправильних інструкцій під час заряджання навчальної торпеди, був запущений ланцюг подій, які призвели до вибуху:35. Рязанцев стверджував, що підписи на протоколах, які підтверджують, що моряків навчали поводженню та стрільбі торпедами ПВП, були підробленими. Він заявив, що запали бойових частин на бойових торпедах 1, 3, 5 і 6 спрацювали при обрушенні першого відсіку після удару о дно моря.

### Звинувачення в приховуванні справжньої причини аварії
У червні 2001 року таблоїд «Комсомольская правда» опублікував повідомлення про те, що старші офіцери Військово-морського флоту Росії вдалися до ретельного обману, щоб приховати справжню причину катастрофи. Йдеться про заяви про те, що безпосередньо перед вибухом капітан підводного човна Геннадій Лячин надіслав у штаб повідомлення: «У нас несправна торпеда. Запитую дозвіл на стрільбу нею», хоча малоймовірно, що йому, як капітану судна, потрібно було запитувати дозвіл за таких обставин.
Пізніше ВМФ Росії критикували за спотворення фактів і введення громадськості в оману:148. У флоті побоювалися, що якщо буде виявлено, що підводний човен вибухнув через некомпетентність екіпажу, статус Росії як великої держави буде під сумнівом:22. Їхню реакцію порівнювали з радянським стилем приховування та засекречування, як у випадку з Чорнобильською катастрофою:148. Міністр оборони Сергєєв заявив в інтерв'ю 21 серпня 2000 року, що ніколи не відмовлявся від іноземної допомоги:148.

У 2002 році в рецензії на дві книги «Курськ, втрачена гордість Росії» та «Час помирати: Курська катастрофа» Ґардіан написав:
Безнадійно невдала спроба порятунку, ускладнена погано сконструйованим і старим обладнанням, ілюструвала фатальний занепад військової могутності Росії. Бездушний підхід військово-морського флоту до родин зниклих безвісти нагадував колишню радянську нечутливість до особистого нещастя. Брехня та некомпетентні спроби приховування, розпочаті як військово-морськими силами, так і урядом, були відроджені з епохи до політики гласності. Дуже суперечлива теорія змови про те, що спричинило катастрофу, показала, що вище військово-морське командування гарячково шукало цапа-відбувайла для перекладання провини, замість того, щоб турбуватися про саму аварію.

### Теорії змови
Хоча більшість експертів погодилися, що вибухнула торпеда, вони розійшлися в думці про те, що стало причиною вибуху. Багато росіян не вірили, що Курськ можна так легко потопити. Трагедія породила низку теорій змови, які намагаються пояснити катастрофу. Одна з запропонованих теорій полягала в тому, що вибух стався в повітряних резервуарах високого тиску, які використовуються для продування баластних цистерн, розташованих поблизу торпедних апаратів. Основні видання, такі як Шпіґель, Berliner Zeitung і Санді Таймс, стверджували, що володіють документацією, яка доводить, що підводний човен вразила ракета, випущена Петром Великим:33. Це були найбільші військово-морські навчання, які ВМФ Росії проводив за понад десять років, що збільшило ймовірність інциденту дружнього вогню. Інші теорії включали шпигунство з боку чеченців, людську помилку, диверсію і те, що Курськ випробовував нову надсекретну торпеду Шквал, здатну розвивати швидкість понад 200 вузлів (370 км/год). Інша теорія полягала в тому, що USS Memphis випустив торпеду по Курську.

### Незгода виробника з причиною аварії
Директор підприємства Гідроприлад, яке розробило торпеду, Станіслав Прошкін оскаржив висновок офіційного звіту уряду. Він сказав, що зброя могла вибухнути лише після зовнішньої події, наприклад пожежі. Він сказав, що торпеди регулярно випробовуються під час виробництва і скидаються з висоти 10 м, не завдаючи шкоди, яка може призвести до вибуху. Він також сказав, що «Курськ» був розроблений з двома автономними незалежними системами моніторингу, які б виявляли підвищення температури під час зберігання торпеди на стелажах. Підводний човен був оснащений спеціальною дренажною системою, яка могла швидко зливати ПВП-паливо з торпеди в море. Якби в торпедному апараті було виявлено підвищення температури, торпеда автоматично була б викинута в море. Крім того, в разі будь-якої пожежі в торпедному відсіку спрацювала б потужна система пожежогасіння, яка б скинула на вогонь «тони води».

## Операція з підняття Курська
Російський уряд зобов'язався підняти залишки підводного човна і знайти останки екіпажу в рамках операції з підняття Курська вартістю 65 мільйонів доларів США. Було укладено контракт з голландськими морськими компаніями, які спеціалізуються на піднятті суден, що затонули, Smit International і Mammoet, щоб підняти Курськ з морського дна. Це стало найбільшою операцією з підняття такого типу, яку коли-небудь проводили. Операція з підняття Курська була надзвичайно небезпечною через ризик радіації від реактора. Лише сім із 24 торпед підводного човна були враховані.

### Відокремлення носової частини
Дайвери, які займались підйомом підводного човна, спочатку від'єднали носову частину від решти судна, оскільки вона могла містити боєві частини торпед, що не вибухнули, і тому, що вона могла зламатись і дестабілізувати підйом. Дайвери встановили два великих гідравлічних всмоктувальних якоря на морське дно та прикріпили високоміцну абразивну пилу з карбіду вольфраму, яку тягнули вперед і назад по носовій частині між якорями. Знадобилося десять днів, щоб від'єднати носову частину.
Після того як носову частину було відрізано, дайвери підняли кілька менших уламків. Серед уламків був шматок торпедного апарату вагою близько тонни, який проаналізували, щоб спробувати дізнатися, чи стався вибух усередині чи поза апаратом. Дайвери підняли циліндр зі стисненим повітрям високого тиску вагою близько півтонни, щоб дізнатися більше про природу вибуху. Дайвери також підняли частину циліндричної секції жорсткої рами і частину лівої передньої сферичної перегородки, щоб визначити інтенсивність і температуру пожежі в носовому відсіку. Наприкінці вони підняли фрагмент купола гідроакустичної системи.

### Підняття корпусу

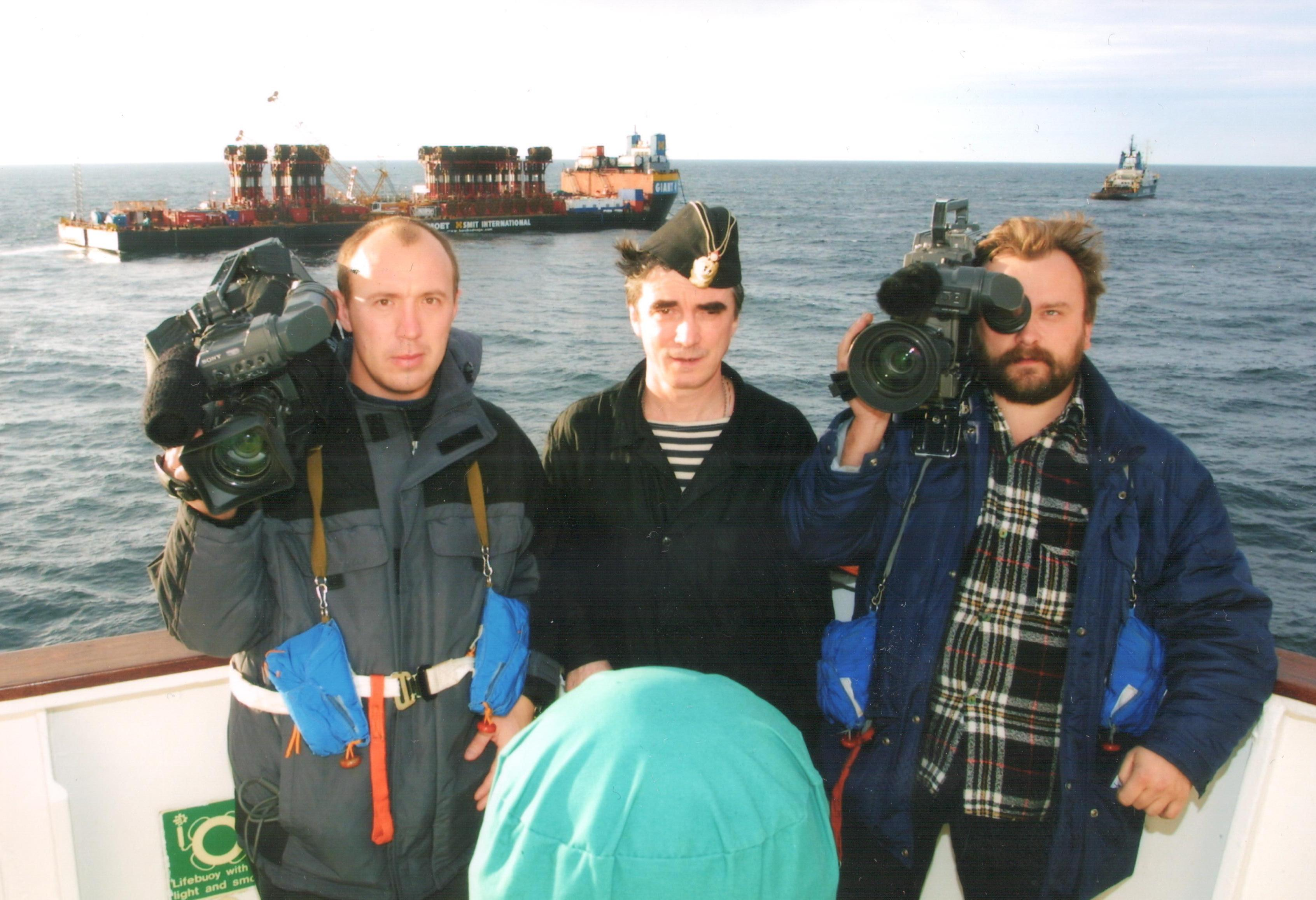
Апарат Giant 4 (на фоні зображення)

Mammoet пристосував 24000-тонну, 130 метрову довгу напівзанурену палубну баржу Giant 4 для перевезення підводного човна. Корабель був розроблений для перевезення величезних вантажів на своїй палубі, але було вирішено транспортувати «Курськ» під кораблем. Giant 4 довелося повністю модифікувати, щоб мати змогу дістати та перенести підводний човен. Щоб підняти решту човна, команда з підйому запланувала надзвичайно складну операцію, яка вимагала від них проектування та виготовлення спеціального підйомного обладнання та застосування нових технологій. Вони створили спеціальне програмне забезпечення, яке автоматично компенсує наслідки руху хвиль через бурхливе Баренцеве море, яке могло б розірвати кабелі, що тримають підводний човен під баржею[джерело?].
Дайвери вирізали великий отвір у корпусі баржі, щоб залишити місце для башти субмарини. Робітники встановили на корпус Giant 4 великі «сідла», які відповідали зовнішньому корпусу «Курська». Вони прорізали отвори в баржі, щоб пропустити 26 підйомних тросів. Команда виготовила 26 великих кабельних котушок, щоб умістити понад 200 км кабелю, який мав використовуватися для підйому човна. Великі кабельні котушки поєднувались з 26 великими гідравлічними домкратами виробництва VSL International, кожен з яких було встановлено на комп'ютеризованому пневматичному компенсаторі руху, який працює на азоті під тиском і автоматично компенсує морські хвилі. Giant 4 утримувався над підводним човном восьми-точковою системою швартування за допомогою чотирьох двобарабанних лебідок на головній палубі.
Майо, дайвінг-платформа, була обладнана дайв-камерами для розміщення дайв-груп дайверів. Дайвери працювали змінами по шість годин, а при виході з води залишалися в камерах високого тиску протягом усіх 28 днів, які тривала операція. Дайвери використовували гідравлічні абразивні струмені води, щоб прорізати 26 отворів у зовнішньому та внутрішньому корпусах. Дайвери, які спеціалізувалися на підйомі суден, встановили спеціальні напрямні кільця навколо отворів у підводному човні та опустили направляючі троси до кожного кільця через отвори в Giant 4. Потім команда використала чотири напрямні троси, щоб опустити виготовлений на замовлення гігантський захват, схожий на анкер-перемикач, який був спеціально розроблений, щоб підходити до кожного отвору, і дайвери проводили ними через направляюче кільце.
Команда спустила на підводний човен 26 груп підйомних тросів, кожен з яких міг підняти 900 тонн, і прикріпила їх до захватів. Домкрати потягнули 26 підйомних тросів і повільно піднімали «Курськ», доки він не опинився під платформою Giant 4. 8 жовтня 2001 року, через 14 місяців після катастрофи, і лише через п'ять місяців після отримання контракту, команда з підйому підняла залишки човна впродовж 15-годинної операції[джерело?].
Після того, як підводний човен було піднято і приєднано до баржі, його транспортували під баржею на Росляковський суднобудівний завод російського флоту в Мурманську. Після цього два гігантських, виготовлених на замовлення понтона були спущені під Giant 4, щоб підняти баржу на 20 м, щоб дозволити їй увійти в плавучий сухий док із закріпленим під нею «Курськом». Після заходу в сухий док, понтони наповнили повітрям, піднявши Giant 4 і дозволивши команді зняти підйомні троси та від'єднати «Курськ».

### Знищення носової частини на дні моря
Спочатку росіяни мали намір підняти носову частину з морського дна, можливо, з нездетонованими торпедами, але потім вирішили, що це занадто ризиковано. Деякі аналітики припустили, що росіяни також хотіли запобігти доступу іноземних держав до уламків, які були класифіковані як державна таємниця. Вони вирішили знищити те, що залишилося від носової частини там, де вона знаходилась, і підірвали залишки у вересні 2002 року.

### Екіпаж у дев'ятому відсіку
Двадцять чотири члена екіпажу були призначені в відсіки з шостого по дев'ятий у задній частині човна. З них 23 вижили після двох вибухів і зібралися в маленькому дев'ятому відсіку, який мав рятувальний люк. Видається ймовірним що керування прийняв на себе капітан-лейтенант Дмитро Колесніков, начальник турбінної частини сьомого відділення, один із трьох вцілілих офіцерів, хто мав це звання. Аварійне освітлення зазвичай живилося від батарей, розташованих у першому відсіку, але вони були знищені під час вибуху, але дев'ятий відсік містив кілька незалежних аварійних джерел освітлення, які, вочевидь, працювали.

Колесніков написав дві замітки, частини яких були опубліковані віце-адміралом Моцаком у ЗМІ вперше 27 жовтня 2000 року. Перша, написана о 13:15, через 1 годину і 45 хвилин після другого вибуху, містила приватну записку його родині, а на звороті — інформацію про їхню ситуацію та імена тих, хто перебував у дев'ятому відсіку. Почерк здається нормальним, що вказує на те, що у моряків все ще було освітлення.
Зараз 13:15. Весь персонал із шостого, сьомого, восьмого відсіків перейшов до дев'ятого, тут 23 людини. Почуваємося погано, ослаблені вуглекислим газом ... У відсіку зростає тиск. Якщо ми спробуємо піднятися на поверхню, ми не витримаємо компресії. Ми не витримаємо більше доби. ... Весь персонал із шостого, сьомого, восьмого відсіків перейшов до дев'ятого. Ми прийняли це рішення, тому що ніхто з нас не може врятуватися.
Другу записку Колесніков написав о 15:15. Його почерк було надзвичайно важко розібрати.
Тут темно писати, але я спробую навпомацки. Шансів ніби немає, 10–20%. Будемо сподіватися, що хоч хтось це прочитає. Ось список персоналу з інших відсіків, які зараз у знаходяться у дев'ятому і намагаються вибратися. З повагою до всіх, не потрібно впадати у відчай. Колесников.
Газета «Известия» 26 лютого 2001 року повідомила, що ще одна записка, написана підполковником Рашидом Аряповим була знайдена під час першої рятувальної операції:22. Аряпов займав керівну посаду в шостому відсіку. Записка була написана на сторінці детективного роману і загорнута в пластик. Її знайшли в кишені його одягу після того, як його тіло було знайдено.
«Известия» цитували невідомих морських офіцерів, які стверджували, що Аряпов написав, що вибух стався через «несправності торпедного відсіку, а саме вибух торпеди, випробування якої повинен був проводити „Курськ“». Також «Известия» зазначали, що Аряпов писав, що в результаті вибухів підводний човен зазнав сильного поштовху, і багато членів екіпажу отримали поранення від обладнання, яке зірвалося з місця. Російській громадськості здавалося, що ВМФ Росії приховує свою нездатність врятувати моряків, які потрапили в пастку.

### Аварійний люк не було використовувано
Аналіз залишків не дозволив визначити, чи можливо було використати аварійний люк зсередини. Аналітики припускають, що екіпаж, можливо, відмовився ризикувати відкривати аварійний люк, навіть якщо він був робочим, і волів би дочекатися, поки корабель порятунку підводних човнів приєднається до люка. Підводний човен перебував відносно близько до берега і був частиною великих військово-морських навчань. Моряки мали всі підстави вірити, що порятунок прибуде швидко:90–92. Використовувати евакуаційну шахту було ризиковано. Моряки перебували у відсіку, який спочатку був під нормальним атмосферним тиском, тому ризик отримати кесонну хворобу при використанні рятувальних капюшонів для підйому на поверхню був відсутній, але арктична вода була надзвичайно холодною, і вони не змогли б в ній довго вижити. Крім того, вода повільно просочувалася в дев'ятий відсік, збільшуючи внутрішній тиск і, таким чином, ризик кесонної хвороби та смерті при підйому на поверхню. Крім того, дехто з членів екіпажу, ймовірно, мав серйозні поранення, і врятуватися для них було б дуже важко:88–92.
При автоматичному вимкненні ядерних реакторів система очищення повітря також вимкнеться, аварійне живлення буде обмежено, і екіпаж незабаром опиниться в повній темряві та відчує падіння температури:88–92.

### Загибель тих, хто вижив
Виникли численні дебати щодо того, як довго змогли протриматися моряки в дев'ятому відсіку. Спочатку російські військові офіцери надали суперечливі твердження про те, що ті, хто вижив, могли прожити на підводному човні до тижня, але ті, хто загинув, загинули дуже швидко. Рятувальна група з Нідерландів повідомила, що вони думали, що екіпаж в найменш постраждалому дев'ятому відсіку міг вижити протягом двох-трьох годин, але рівень вуглекислого газу в відсіку перевищував рівень, який люди можуть виробити в закритому просторі. Дайвери виявили всередині відсіку попіл і пил, коли вони вперше відкрили люк, що свідчило про пожежу, але ця пожежа була окремою від пожежі, спричиненої вибухом торпеди:143–145.
Капітан-лейтенант Колесніков, вочевидь старший офіцер у відсіку, о 15:15 у темряві написав останню записку, в якій підтвердив, що він був живий щонайменше через чотири години після вибуху. Віце-адмірал Владислав Ільїн, перший заступник начальника штабу ВМФ Росії, керівник осередку військово-морської аварії Курська, дійшов висновку, що ті, хто пережив вибухи, прожили до трьох днів:143–145. Однак інші записки, знайдені в дев'ятому відсіку, були написані не пізніше ніж через 6 годин 17 хвилин після затоплення човна.
У будь-якому випадку, російські рятувальні групи були погано оснащені та погано організовані, тоді як іноземні команди та обладнання були далеко й не отримали дозволу на допомогу:143–145. Малоймовірно, що будь-які рятувальники, російські чи іноземні, могли прибути та дістатися до підводного човна вчасно, щоб врятувати тих, хто вижив.

### Судово-медична експертиза
Під час очікування транспортування підводного човна до берега бригада військових лікарів створила тимчасову судово-медичну лабораторію у військовому госпіталі в Сєвєроморську. Після того як Giant 4 витягли з сухого доку, воду з сухого доку злили, оголивши корпус «Курська». Команди з розбору залишків човна врізалися у відсіки, щоб злити воду зсередини. Спеціалісти з боєприпасів вилучили ракети, що знаходились ззовні корпусу. 23 жовтня двоє слідчих і два командири флоту першими увійшли в корпус підводного човна. Наступного дня, 24 жовтня, вісім груп слідчих і оперативних експертів почали аналіз уламків, знайдених всередині човна, а також пошук та ідентифікацію останків екіпажу. Працюючи з базою даних ідентифікації, яка включала прикмети членів екіпажу, рентгенівські знімки зубів, вроджені плями та татуювання, лікарі досліджували тіла, коли їх доставляли до лабораторії.
Члени команди з розбору залишків знайшли в дев'ятому відсіку велику кількість хімічних картриджів з надпероксидом калію, які використовувалися для поглинання CO2 і генерування кисню для виживання. Розтини тіл членів екіпажу, знайдених в дев'ятого відсіку, показали, що троє чоловіків отримали термічні та хімічні опіки. Дослідники прийшли до висновку, що капітан-лейтенант Колесніков і двоє інших намагалися перезарядити систему генерації кисню, і випадково ронили один із супероксидних картриджів у морську воду, яка повільно наповнювала відсік:143–145. Коли картридж увійшов у контакт з маслянистою водою, це викликало хімічний вибух і спалах. Живіт Колесникова обпалило кислотою, оголивши внутрішні органи, а тканини на голові та шиї були відірвані вибухом:143.
Розслідування показало, що деякі члени екіпажу тимчасово пережили цю пожежу, занурившись під воду, оскільки вогняні сліди на перегородках вказували на те, що вода в той час була на рівні талії, але спалах вогню поглинув увесь кисень, що залишався, тому члени екіпажу, які залишились живими після спалаху, швидко померли від асфіксії. Вода продовжувала просочуватися у відсік, і коли водолази-рятувальники відкрили його, вони виявили лише невелику повітряну кишеню, що містила лише 7 % кисню.
Тіла, вилучені з дев'ятого відсіку, було порівняно легко ідентифікувати. Тіла, які дістали з третього, четвертого та п'ятого відсіків, сильно постраждали від вибуху. Судово-медична експертиза двох постраждалих у відділенні управління реактором, знайдених у четвертому відсіку, показала значні пошкодження скелета, які вказували на те, що вони зазнали вибухової сили понад 50 g. Ці поштовхи негайно вивели б з ладу або вбили операторів. Тіло одного моряка знайшли вдавленим у стелю другого відсіку. Тіла трьох членів екіпажу були повністю знищені вибухом і вогнем, і останків їх тіл не вдалося ідентифікувати чи знайти.

## Наслідки

### Зв'язки з громадськістю
Затоплення підводного човна, гордості російського підводного флоту, стало нищівним ударом для російських військових. Участь «Курська» у навчаннях мала на меті продемонструвати місце Росії як важливого гравця на міжнародній арені, але невміле порання країни з кризою натомість виявило її слабку здатність приймати політичні рішення та занепад її військових.
Через рік Путін прокоментував свою поведінку так: «Я, напевно, мав би повернутися до Москви, але нічого б не змінилося. У мене був однаковий рівень комунікації і в Сочі, і в Москві, але з точки зору піару я міг би продемонструвати якесь особливе бажання повернутися».

### Дії ВМС
Після того, як людські останки були вилучені, а корпус був ретельно досліджений, залишки підводного човна було перевезено до затоки Сайда на півночі півострова Кайла. З двох ядерних реакторів було вивантажено паливо, а сам човен було розрізано на метало-брухт.
Нарешті усвідомивши небезпеку торпед ПВП, ВМФ Росії наказав зняти їх усіх з озброєння.

#### Переведення офіцерів
Путін прийняв відставку Ігоря Сергєєва з посади міністра оборони 28 березня 2001 року і призначив його своїм помічником зі стратегічної стабільності. Він змінив його на Сергія Іванова, який раніше був секретарем Ради безпеки Росії. Посаду міністра оборони завжди обіймав професійний військовий. Іванов пішов у відставку в 2000 році, тому його призначення міністром оборони, в той час, коли він був цивільною особою, шокувало російських військових.
1 грудня 2001 року генеральний прокурор Володимир Устинов представив Путіну попередній звіт. Устинов написав, що в цілому навчання були «погано організовані», а розслідування виявило "серйозні порушення як з боку командування Північного флоту, так і з боку команди «Курська». Невдовзі після цього Путін перевів командувача Північним флотом В'ячеслава Попова та начальника його штабу адмірала Михайла Моцака. Як це зазвичай буває за таких обставин, обидва незабаром отримали роботу в інших органах влади. Попов став представником від Мурманської області в Раді Федерації, а Моцак — заступником уповноваженого президента в Північно-західному федеральному окрузі. Попов і Моцак відстоювали історію про те, що аварія сталася через зіткнення з підводним човном НАТО. Після того, як Путін звільнив їх, він заявив про відмову від теорії зіткнення:163. Іншим прикладом переведення на еквівалентну посаду є віце-прем'єр-міністр Ілля Клебанов, який був відвертим прихильником теорії про те, що «Курськ» зіткнувся з іноземним підводним човном. Він також керував рятувальною операцією та подальшим розслідуванням. У лютому 2002 року Путін усунув його з посади віце-прем'єра і призначив міністром промисловості, науки і технологій.
Путін звільнив командувача підводними човнами Північного флоту віце-адмірала Олега Бурцева:162 і загалом було звільнено 12 вищих офіцерів Північного флоту. Парадоксально, але Путін заявив, що їхнє звільнення не має жодного відношення до катастрофи Курська, а що вони відповідальні за «серйозні недоліки в організації служби». Проте всі 12 учасників брали участь у навчаннях, рятувальних операціях або в експлуатації підводного човна:34. Усі вони були переведені на еквівалентні посади в уряді чи бізнес-секторі.

#### Міжнародна співпраця
У результаті катастрофи Росія почала брати участь у пошуково-рятувальних навчаннях НАТО в 2011 році, вперше в історії російський підводний човен брав участь у навчаннях під проводом НАТО. Військово-морський флот Росії також збільшив кількість глибоководних водолазів, що навчаються щорічно, з 18-20 до 40-45.

### Нагороди загиблим
Президент Путін підписав указ про нагородження всього екіпажу орденом Мужності та присвоєння звання Героя Російської Федерації капітану підводного човна Геннадію Лячину.

### Меморіали

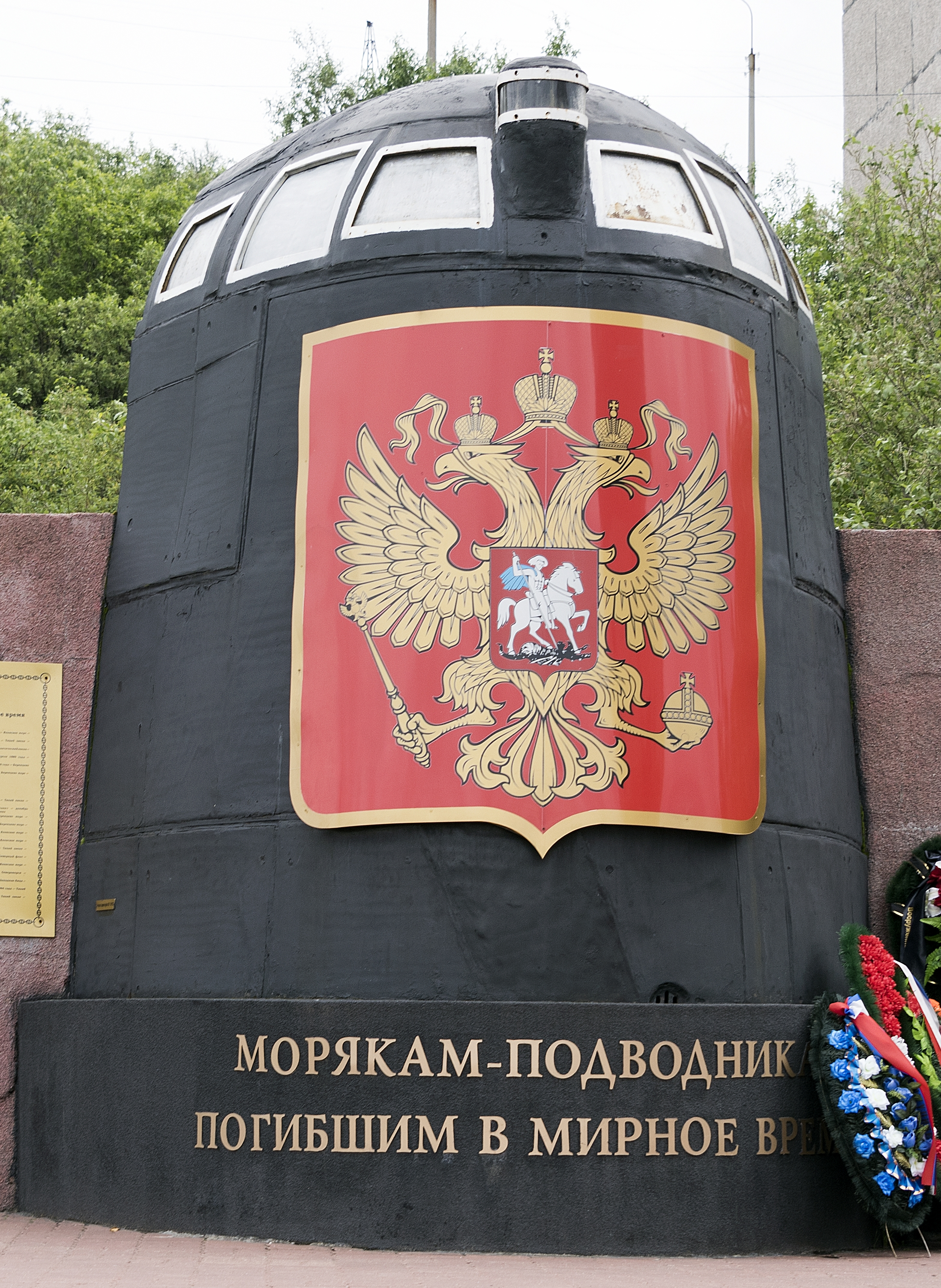
Башта Курська була перевезена зі сміттєзвалища і перетворена на меморіал у храмі Спаса-на-Воді у Мурманську. Присвячується загиблим на підводному човні: «Підводникам, загиблим у мирний час».

За межами портового міста Сєвєродвінськ, де був побудований підводний човен, на піщаних дюнах була встановлена велика гранітна плита. На ній викарбувано: «Цей скорботний камінь встановлено в пам'ять екіпажу атомного підводного човна „Курськ“, який трагічно загинув 12 серпня 2000 року під час виконання військового обов'язку». Інші меморіали були побудовані в Москві, Севастополі, Нижньому Новгороді та Сєвєроморську. Меморіал був встановлений на Серафимовському кладовищі в Санкт-Петербурзі, а місто Курськ, на честь якого було названо судно, встановило меморіал з уламків його корпусу.
17 березня 2009 року журналістка газети «Мурманский вестник» Тетяна Абрамова знайшла башту «Курська» у дворі торговця метало-брухтом. Башту залишили там після того, як після кілька років перемовин не змогли зібрати приблизно 22 000 євро на меморіал. Відкриття викликало обурення серед жителів Мурманська, і вони вимагали перетворити башту на меморіал загиблим членам екіпажу. Після значних труднощів меморіал був нарешті завершений і освячений у неділю, 26 липня 2009 року, на день ВМФ Росії. Його розмістили на оглядовому майданчику храму Спаса-на-Воді в Мурманську, порту приписки підводного човна і військово-морської бази Відяєво. Це один з пам'ятних знаків морякам, які загинули в мирний час. На ньому вказані імена членів екіпажу.
31 липня 2012 року дайвери, які представляли родичів екіпажу «Курська» та командування Північного флоту, поставили 2 метровий православний хрест на дні Баренцева моря на місці катастрофи.

## У масовій культурі
- A Time to Die (2002, ISBN 0609610007), книга-розслідування подій, написана журналістом Робертом Муром[121].
- Kursk: Putin's First Crisis and the Russian Navy's Darkest Hour (2018, ISBN 978-1473558373), перевидання з іншою назвою книги Роберта Мура «A Time to Die».
- Cry From the Deep: The Sinking of the Kursk, the Submarine Disaster That Riveted the World and Put the New Russia to the Ultimate Test (2004, ISBN 0-06-621171-9), книга-розслідування подій, написана журналістом Ремсі Флінном.
- Аварія частково послужила натхненням для створення пісні «Six Days at the Bottom of the Ocean» групи Explosions in the Sky[en] для їхнього альбому 2003 року The Earth Is Not a Cold Dead Place[en][122].
- Композиція «The Kursk», яка входить до альбому «Drinking Songs» автора пісень Метта Елліотта, заснована на цьому випадку[123].
- Народна пісня «Barren the Sea» групи Sequoya в їхньому альбомі «Sleep and Dream of Fire» 2007 року була також натхненна інцидентом[124][125].
- Kursk: A Submarine in Troubled Waters, in French: Koursk, un sous-marin en eaux troubles — французький документальний фільм 2005 року режисера Жана-Мішеля Карре виробництва France 2.
- Аварія стала темою епізоду документального серіалу «За мить до катастрофи»[126].
- П'єса «Курськ[en]» британського драматурга Брайоні Лавері[en], написана в 2009 році, була натхненна катастрофою[127][128][129].
- «Курськ[en]», фільм 2018 року режисера Томаса Вінтерберга з Коліном Фертом і Матіасом Шонартсом у головних ролях, заснований на книзі Роберта Мура «A Time to Die»[130][131][132]. В фільмі є епізод зустрічі, де Тилік ввели заспокійливі та вивели. (Фільм був повторно випущений у 2019 році як The Command).
- An Ordinary Execution (2007, ISBN 978-2070776528), книга французького письменника Марка Дугена[en] частково присвячена подіям, пов'язаним з катастрофою Курська.

## Подальше читання
- Robert Moore (2002). A Time To Die: The Kursk Disaster. Bantam Books. ISBN 0-553-81385-4.
- Barany, Zoltan (2004). The Tragedy of the Kursk: Crisis Management in Putin's Russia. Government and Opposition 39.3, 476—503.
- Truscott, Peter (2004): The Kursk Goes Down – pp. 154–182 of Putin's Progress, Pocket Books, London, ISBN 0-7434-9607-8
- Timeline of Kursk Disaster
- Simons, Greg (2012): Communicating Tragedy and Values Through the Mass Media During Crises: The Lessons of Submarine Accidents in Russia in Porfiriev, Boris & Simons, Greg (editors), Crises in Russia: Contemporary Management Policy and Practice from a Historical Perspective, Farnham, Ashgate, pp. 139–174.